# Skeptics Society

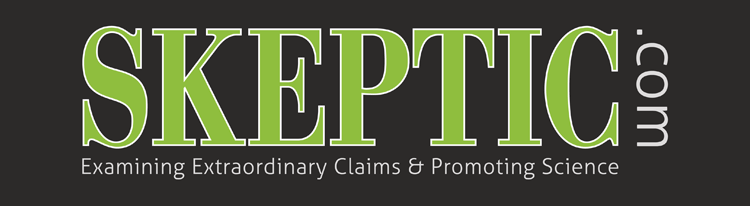
Logo der Skeptics Society

Die Skeptics Society ist eine US-amerikanische 501c(3) Organisation der Skeptikerbewegung, deren selbsterklärtes Ziel die Förderung des wissenschaftlichen Skeptizismus und der Widerstand gegen die Verbreitung von Pseudowissenschaft, Aberglauben sowie irrationalen Überzeugungen ist. Im Jahr 1992 wurde die Organisation durch Michael Shermer im Großraum Los Angeles gegründet und zählte 2008 über 55.000 Mitglieder weltweit.

## Veröffentlichungen (Auswahl)
- Skeptisches Jahrbuch III: Heilungsversprechen – Zwischen Versuch und Irrtum. Hrsg. Michael Shermer, Benno Maidhof-Christig, Lee Traynor. Berlin: IBDK Verlag, 2000
- Endzeittaumel: Propheten, Prognosen, Propaganda. Hrsg. Michael Shermer, Benno Maidhof-Christig, Lee Traynor. Berlin: IBDK Verlag, 1998
- Argumente und Kritik: Skeptisches Jahrbuch. Rassismus, die Leugnung des Holocaust, AIDS ohne HIV und andere fragwürdige Behauptungen. Hrsg. Michael Shermer, Benno Maidhof-Christig, Lee Traynor. Berlin: IBDK Verlag, 1997